# Bäckmyrtjärnarna (Lycksele socken, Lappland, 716463-161939)
Bäckmyrtjärnarna är en sjö i Lycksele kommun i Lappland och ingår i Öreälvens huvudavrinningsområde.